# 일요일 밤과 월요일 아침
"일요일 밤과 월요일 아침"(영어: Sunday Night and Monday Morning)은 1970년 공개된 대한민국의 영화이다.

## 배역
- 윤정희
- 남성훈
- 박암
- 이대엽
- 허장강
- 김희준
- 추석양
- 이성섭
- 김신재
- 김경란
- 윤일주
- 임운학
- 임해림
- 박광진
- 지방열
- 임성포
- 송일근